# Мендеш Пинту, Фернан
Ферна́н Ме́ндеш Пи́нту (порт. Fernão Mendes Pinto; 1509—1583) — португальский писатель и путешественник, прославившийся записками о своих странствиях, полными преувеличений и небылиц. Его воспоминания «Странствие» (Peregrinação) принадлежат к памятникам португальской литературы.

## Передача имени
В XVI веке как в Португалии, так и в Бразилии имя произносилось одинаково — Фернан Мендес Пинту. К настоящему времени после выделения вариантов португальского языка произношение изменилось: современное произношение в Португалии — Фернан Мендеш Пинту ([fɨɾˈnɐ̃w̃ ˈmẽdɨʃ ˈpĩtu] или в устаревшей записи [fərʹnɐ̃w̃ ʹmẽdəʃ ʹpĩtu]); согласно одному из вариантов современного произношения Бразилии — Фернан Менджис Пинту ([fɪɾˈnɐ̃ʊ ˈmẽd͡ʒdɪs ˈpĩtʊ]), однако, согласно португальско-русской практической транскрипции, этот вариант излишней фонетической транскрипции не используется, и вместо него для бразильского варианта рекомендуется передача имени Фернан Мендис Пинту. В словарях Portugal (1911) и Lello (1974) в наименованиях статей о путешественнике последняя фамилия выступает на первом месте: Pinto (Fernão Mendes).

## Биография
Точная дата рождения Фернана Мендеша Пинту неизвестна. Год рождения определяется приблизительно со слов самого писателя в начале гл. I «Странствия». Дата 13 декабря 1521 года хорошо запомнилась Пинту, потому что в этот день дядя привёз его из отцовского дома в Лиссабон, а было ему тогда 10 или 12 лет от роду. Тогда же в Португалии проходила церемония преломления щитов по смерти короля Мануэла I Счастливого. О предшествующих событиях писатель ничего не смог вспомнить, поскольку начал работать над своим трудом в преклонном возрасте в 1569 году после возвращения на родину. В семье отца жилось бедно, и дядя принял участие в судьбе мальчика, определив его в услужение знатной даме.
Согласно «Странствию», Пинту полтора года находился в доме знатной дамы. Там произошло какое-то страшное событие, и паренёк подвергся смертельной опасности. Спасая свою жизнь, он попал на корабль, который был захвачен французскими корсарами. После удивительно случайного и удачного спасения Мендеш Пинту попал в Сетубал, где четыре года служил знатному господину Франсишку де Фариа (Francisco de Faria), по рекомендации которого стал камергером у дона Жорже де Ланкастра. Через полтора года ввиду маленького жалования Пинту, как и многие молодые люди его времени, решил отправиться на поиски удачи в Индию.
Из шестнадцати лет (1521—1537) с момента прибытия в Лиссабон до отъезда в Индию о девяти годах своей жизни этого периода писатель умалчивает. Из письма св. Франциска Ксаверия португальскому королю Жуану III, написанному в 1551 году, известно, что у Мендеша Пинту было два брата: Антониу и А́лвару. Морские странствия Мендеша Пинту начались в 1537 году, когда от отправился в Индию. В 1538 году в составе одной из экспедиций он попал в Красное море. Дальнейшие путешествия по Азии продолжались 21 год.
Согласно тому, что написано в последней главе «Странствия», 22 сентября 1558 года Пинту возвратился в Лиссабон. В надежде получить компенсацию или пенсию за свою службу португальской короне Пинту провёл при королевском дворе четыре с половиной года. Разуверившись в успешном решении вопроса по своему ходатайству, путешественник покинул Лиссабон.
Остаток своих дней провёл в Кинта де Вале ду Розал (Quinta de Vale do Rosal), где обосновался в 1569 или 1570 году (или в 1562 году?), женился и имел двух дочерей. Здесь он до 1578 года записывал воспоминания о своих невероятных приключениях. Известие о назначении маленькой, но долгожданной пенсии пришло через 3 месяца после смерти Мендеша Пинту, когда Филипп II стал португальским королём, хотя некоторые авторы указывают, что пенсия была получена при жизни Пинту.

## Путешествия
С 1537 по 1558 годы Фернан Мендеш Пинту путешествовал по многим странам Азии и Дальнего Востока. Вне пределов Португалии находился в течение 21 года. По пути в Гоа (Индия) побывал в Эфиопии и Ормузе. Обосновавшись с 1539 года в Малакке, устанавливал дипломатические отношения с неизвестными ранее португальцам королевствами региона. За это время мореход посетил мусульманские королевства Суматры, Сиам, Китай, Кохинхину, Бирму и Японию. В Китае Пинту был приговорён к одному году тяжёлых работ на строительстве Великой Китайской стены, но отработал часть срока, поскольку был захвачен в плен татарами.
В своих опасных приключениях путешественник часто балансировал на грани жизни и смерти. По его собственным словам, он 13 раз был пленён и 17 раз попадал в рабство. За всё время пребывания в Азии Пинту приходилось бывать солдатом, негоциантом, пиратом, послом, миссионером, и даже целителем.

## Япония
Фернан Мендеш Пинту был одним из первых достигших Японии европейцев. Достоверно неизвестна ни точная дата прибытия португальских первооткрывателей в Японию, ни кто из них первым высадился на острове Танегасима. В данном случае вопрос первенства остаётся открытым. Не исключается возможность, что до 1542 года Японию могли посетить другие португальские путешественники.
В одно и то же время в Японию были отправлены две португальские экспедиции, которые, следуя различными маршрутами, по мнению португальского историка Кардеал Сарайва (Cardeal Saraiva) могли одновременно достичь японских островов то ли в 1542 году, то ли в 1543 году.
Это могли быть корабли мореплавателей Антониу да Мота (António da Mota), Франсишку Зеймоту (Francisco Zeimoto) или Антониу Пейшоту (António Peixoto). Выдающийся востоковед иезуит Шурхаммер (Georg Otto Schurhammer, 1882—1971) на основании критического анализа португальских и японских источников пришёл к выводу, что португальцы впервые достигли Японии в 1543 году, а Фернан Мендеш Пинту никогда не бывал там ранее 1544 года.
Мендеш Пинту побывал в Японии 4 раза, последнее путешествие завершилось в 1556 году. Принято считать, что команда Пинту впервые продемонстрировала японцам огнестрельное оружие — аркебузу. Впечатление японцев от эффективности выстрелов во время охоты португальцев описаны путешественником в его воспоминаниях. 

## Общество Иисуса
Во время одного из своих четырёх путешествий в Японию Пинту познакомился с св. Франциском Ксаверием. Впечатлённый харизмой миссионера негоциант решает вступить в Общество Иисуса, даёт своим рабам вольную и жертвует иезуитам значительную сумму для распространения христианства в Японии. Возможно, что последнее путешествие в Японию с 1554 года по 1556 год в качестве миссионера и дипломата разочаровало новообращённого иезуита. Никому не известны причины, побудившие Пинту принять своё решения, однако в 1557 году он покинул орден.

## Корреспонденция
Когда Пинту прибыл на родину, он уже был там известен. Из Малакки он отправил так называемое «письмо», датированное 5 декабря 1554 года. По сути «письмо» было пространным многостраничным отчётом о миссионерской деятельности, адресованное братьям Общества Иисуса, которое было опубликовано сразу же после получения в 1555 году. Второе «письмо» было написано в Макао 20 ноября 1555 года, но опубликовано в начале XX века. Третье письмо Пинту написал по-итальянски в Алмаде 15 марта 1571 года для итальянского посла Бернардо Нери (Bernardo Neri), отправленного в Португалию по поручению великого герцога Козимо I Медичи. Медичи интересовались информацией о Китае. Вся эта корреспонденция была проанализирована американской исследовательницей Ребеккой Кац.

## «Странствие»
Главным источником информации о Фернане Мендеше Пинту наравне с сохранившимися письмами являются его воспоминания «Странствие» (Peregrinação), написанные после возвращения на родину в назидание своим потомкам. В переводе на русский язык сочинение издано под названием «Странствия», хотя в оригинале употреблено единственное число. Работа над итоговым трудом всей жизни была начата в 1569 году, первое издание которого было опубликовано в 1614 году, лишь через 31 год после смерти автора.
По мнению О. А. Овчаренко, Фернан Мендеш Пинту представляет литературный антипод Луиша де Камоэнса, поскольку в своём «Странствии» сумел «взглянуть на великие географические открытия Португалии с принципиально иной точки зрения». В посвящённой творчеству Камоэнса монографии Овчаренко подробно проанализировала сочинение Мендеша Пинту, отметив: «Представляется, что некоторую общность с маньеризмом обнаруживает и такое важное для португальской литературы произведение, как „Странствия“ Фернана Мендеша Пинту (роман издан в 1614 году через двадцать один год (sic) после смерти автора)». Основываясь на ряде исследований, литературовед сделала вывод, что в романе представлены различные жанровые начала: «первые тридцать восемь глав содержат в себе ярко выраженную установку на пикареску — плутовской роман, вообще-то не получивший развития в Португалии», а среди других наиболее важных выделила агиографический и утопический жанры. Агиографическое начало носят описания путешествия святого Франциска Ксаверия, а утопическое использовано при изображении идеального города Пекина, в котором автор никогда не был. Описания Пекина относятся к художественному вымыслу автора. Исследователи предполагают, что на его формирование могли повлиять «Путешествия сэра Джона Мандевиля» неизвестного автора из Льежа (XIV век) и «Книга чудес света» Марко Поло, португальский перевод которой был издан в Лиссабоне в 1502 году.
В соответствии с завещанием автора после его смерти наследники передали рукопись в «Приют кающихся грешниц» в Лиссабоне (Casa Pia das Penitentes de Lisboa). Разрешение инквизиции на печать книги было получено в 1603 году. Рукопись готовил к печати королевский историк Франсишку де Андраде (Francisco de Andrade). Впоследствии оригинал рукописи Пинту был утерян. Вся выручка от продаж «Странствия» поступала в «Приют кающихся грешниц».
В Португалии воспоминания писателя часто называют «Антилузиадами» и обычно относят к литературе путешествий. Это самая захватывающая из португальских книг путешествий XVI века и одна из самых интересных в мировой литературе. Её экзотизм проистекает от неиссякаемого интереса Ф. М. Пинту к различным увиденным им формам цивилизаций. Характером герой живописных приключений, пират Антониу де Фария, вынужденный в своих скитаниях идти в услужение различным хозяевам, бороться за пропитание и, при возможности, за богатство, чем-то напоминает Санчо Пансу.
Перевод заглавия на титульной странице:
Странствие (Peregrinaçam) Фернана Мендеша Пинту, в котором он отдаёт отчёт о многих и очень странных вещах, что видел и слышал в королевствах Китая, Татарии, Сорнау, кое обычно именуется Сиамом, а также в королевствах Каламиньян, Пегу, Мартауан, и во многих других королевствах и владениях Востока, о которых у нас на Западе весьма мало или ничего не известно. Так же он отчитывается о необычных случаях, как с ним, так и со многими другими людьми приключившимися. И в конце повествования кратко описывает некоторые происшествия и кончину святого падре Франциска Ксаверия, единственного славного светоча, воссиявшего в тех далёких странах Востока и равно проповедовавшего там для всех от Общества Иисуса.
Долгое время «Странствие» Мендеша Пинту не внушало доверия исследователям, и для этого имелись основания: несоответствие дат и географических названий. По этому поводу в Португалии существует игра слов, связанная с именем путешественника «Фернан, говоришь неправду? — Говорю неправду». В этом отношении очевидна параллель с Марко Поло, опус которого («Книга о разнообразии мира») является объектом дискуссий. Не следует забывать, что «Странствие» не задумывалось автором в качестве научного труда, не претендовало быть точным и достоверным географическим или этнографическим отчётом. Для португальского исследователя Антониу Жозе Сарайва главным являлась не степень правдивости описаний Пинту, но их художественная ценность:
«„Странствие“ является произведением искусства, и для нас этого достаточно».
«Странствие» Мендеша Пинту отличается от дневников, путевых заметок или судового журнала, но является автобиографией и приближается к мемуарному жанру. В португальской литературе опасные приключения и рискованные авантюры «Странствия» Мендеша Пинту сравнивают с «Лузиадами» Луиша де Камоэнса. Луиш де Соуза Ребелу ставит Пинту в один ряд с Сервантесом, Рабле, Свифтом и Вольтером. Однако между двумя памятниками португальской литературы имеются различия: «Если в „Лузиадах“ действующие лица наделены храбростью и отвагой, в „Странствии“ Мендеша Пинту повествователь выступает в качестве „не героя“, а Антониу де Фария (Antόnio de Faria) представлен как антигерой». Такое мнение разделил Сарайва, полагавший, что герой «Странствия» равнозначен пикаро, то есть антигерою, и в этом его контрастирующее отличие от героев хроник и других книг путешествий.
В воспоминаниях встречаются самые разнообразные люди: от белокурых бородачей из
Московии до японских самураев, столетние старцы и прекрасные дети, пираты вне закона и принцессы, святые, рабы и цари, отцеубийцы и педерасты, а тяга к разорению уничтожает города и империи. Сарайва оценил «Странствие» как величайшее сокровище португальской литературы в плане воображения. Рассказчик не устаёт держать читателя в постоянном внимании, когда при длительной сменяемости эпизодов окончание одного из них становится началом нового не менее неожиданного приключения, чем то, которое ему предшествовало. Неиссякаемое многообразие прозы Пинту сравнимо с тем, которое мы находим у Фернана Лопеша. Наиболее яркий атрибут его прозы выражен чувством движения в постоянно возрастающем ритме. Никогда (или крайне редко) повествователь не достигает какой-то мёртвой точки. Также весьма характерной является игра на контрастах. Подводя итог анализа стиля, А. Ж. Сарайва отметил, что проза Ф. М. Пинту дошла до нас полная свежести и мощной обратной связи.
Примечательно, что при работе над адаптацией текста «Странствия» португальский писатель Акилину Рибейру (1885—1963) выдвинул следующую гипотезу: протагонист второй части книги Антониу де Фария не может быть исторической личностью, но является псевдонимом автора (в этом случае литературовед Антониу Жозе Сарайва предпочитает понятие гетероним). Таким образом Мендеш Пинту и Антониу де Фария являются одним и тем же лицом.

## Переводы
1620 — кастильский, перевод: Herrera Maldonado. Мадрид
1628 — французский, перевод: Bernard Figuier. Париж
1652 — голландский (Амстердам)
1653 — английский, перевод: H. C. Gent. [i.é Henry Cogan]. London: The Voyages and Adventures of Fernand Mendez Pinto
1671 — немецкий (Амстердам)
Благодаря переводам на другие европейские языки труд Фернана Мендеша Пинту обрёл известность и соперничал в популярности с произведениями португальских историков Жуана де Барруша и Фернана Лопеша де Каштаньеда, и даже с эпопеей Камоэнса.
В Испании переводы Herrera Maldonado издавались в 1620, 1627, 1628, 1645 и 1666 году, в то время как второе португальское издание вышло только в 1678 году. В XVII веке из печати вышло 19 изданий книги: 2 португальских, 7 испанских (5 Herrera и 2 другого переводчика), 3 французских, 2 голландских, 2 немецких, 3 английских.
Современные переводы на другие языки:
болгарский, перевод: Margarida Drenska. София, 1912
итальянский, Милан, 1970
русский, Москва, 1972
румынский, перевод: Micaela Ghitescu. Бухарест, 1974
японский, перевод: Takiko Okamura. Токио, 1979
венгерский, Будапешт, 1992
севернокитайский, Пекин, 1998

## Память
Скульптура Фернана Мендеша Пинту представлена на монументе первооткрывателям, открытом в 1960 году в Лиссабоне.
В честь португальского путешественника в 1976 году Международным астрономическим союзом на планете Меркурий был назван кратер Мендеш Пинту.
В честь путешественника и писателя были выпущены памятные марки, открытки и конверты.
Поскольку точная дата рождения писателя неизвестна, в 2010 году в Португалии был выпущен конверт первого дня «500 лет со дня рождения Фернана Мендеша Пинту (1510—1583)».
15 сентября 2011 года Банк Португалии выпустил в обращение памятную монету, посвящённую 500-летию со дня рождения Фернана Мендеша Пинту.
В честь Мендеша Пинту назван самолёт Airbus A340 авиакомпании Tap Portugal.

## Публикации
- Pinto, Fernão Mendes. Peregrinaçam de Fernam Mendez Pinto :  [порт.] / em que da conta de muytas e muyto estranhas cousas que vio & ouvio no reyno da China, no da Tartaria, no do Sornau, que vulgarmente se chama Sião, no do Calaminhan, no de Pegù, no de Martavão, & em outros muytos reynos & senhorios das partes Orientais, de que nestas nossas do Occidente ha muyto pouca ou nenhua noticia. — Первое издание. — Lisboa : por Pedro Crasbeeck, 1614. — 620 [2], 303 [5] p.
- Pinto, Fernão Mendes. Peregrinaçam / Peregrinação : seguida das suas cartas :  [порт.] / texto primitivo, inteiramente conforme à primeira edição (1614) / versão integral em português moderno, por Adolfo Casais Monteiro. — 2 тома. — Lisboa : Sociedade de Intercâmbio Cultural Luso-Brasileiro /  Rio de Janeiro : Casa do Estudante do Brasil, 1952-1953. — 768, 771 p.
- Pinto, Fernão Mendes. Peregrinação :  [порт.] / Transcrição de Adolfo Casais Monteiro. — Lisboa : Imprensa Nacional—Casa da Moeda, 1983. — 778 [6] p.
- Пинто Фернан Мендес. Странствия / Пер. с португал. И. А. Лихачёва. Предисл. и комм. Д. В. Деопика, Я. М. Света. — М.: Художественная лит-ра, 1972. — 608 с.

## Комментарии
1. ↑  Это соответствует варианту отечественной фонетической школы [fəɹʹnɐ̰u ʹmẽdəš ʹpĩtu], в котором для передачи безударной графемы «e» вместо [ɨ] используется фонетическое обозначение [ə][4][5][6][7].